# Самбаа-Ке
Самбаа-Ке (англ. Sambaa K'e) — поселення в Канаді, у  Північно-західних територіях.

## Населення
За даними перепису 2016 року, поселення нараховувало 88 осіб, показавши скорочення на 4,3%, порівняно з 2011-м роком. Середня густина населення становила 0,7 осіб/км².
З офіційних мов обидвома одночасно не володів жоден з жителів, тільки англійською — 80, а 10 — жодною з них. Усього 50 осіб вважали рідною мовою не одну з офіційних, з них 45 — одну з корінних мов.
Працездатне населення становило 76,9% усього населення, рівень безробіття — 30% (40% серед чоловіків та 0% серед жінок). 100% осіб були найманими працівниками, а 0% — самозайнятими.

## Клімат
Середня річна температура становить -2,2°C, середня максимальна – 20,3°C, а середня мінімальна – -28,5°C. Середня річна кількість опадів – 429 мм.
| Клімат поселення                              | Клімат поселення | Клімат поселення | Клімат поселення | Клімат поселення | Клімат поселення | Клімат поселення | Клімат поселення | Клімат поселення | Клімат поселення | Клімат поселення | Клімат поселення | Клімат поселення | Клімат поселення |
| Показник                                      | Січ.             | Лют.             | Бер.             | Квіт.            | Трав.            | Черв.            | Лип.             | Серп.            | Вер.             | Жовт.            | Лист.            | Груд.            |                  |
| Середній максимум, °C                         | −14,39           | −9,44            | −5,54            | 6,10             | 13,33            | 19,83            | 20,27            | 18,42            | 13,02            | 5,40             | −7,14            | −14,04           |                  |
| Середня температура, °C                       | −21,47           | −16,52           | −12,6            | −0,98            | 6,26             | 12,76            | 15,26            | 13,40            | 7,98             | 0,38             | −12,17           | −19,06           |                  |
| Середній мінімум, °C                          | −28,54           | −23,59           | −19,67           | −8,04            | −0,82            | 5,68             | 10,25            | 8,38             | 2,97             | −4,63            | −17,19           | −24,08           |                  |
| Норма опадів, мм                              | 21               | 18               | 18               | 19               | 42               | 63               | 80               | 62               | 34               | 29               | 23               | 20               |                  |
| Середньомісячна швидкість вітру, м/с          | 1.90             | 2.00             | 2.40             | 2.60             | 2.80             | 2.60             | 2.40             | 2.42             | 2.59             | 2.47             | 2.10             | 1.90             |                  |
| Середньомісячна сонячна радіація, кДж/м²·день | 1418             | 4128             | 9554             | 15913            | 19869            | 21655            | 19948            | 15444            | 9589             | 4460             | 1737             | 829              |                  |
| --------------------------------------------- | ---------------- | ---------------- | ---------------- | ---------------- | ---------------- | ---------------- | ---------------- | ---------------- | ---------------- | ---------------- | ---------------- | ---------------- | ---------------- |
| Джерело:                                      |                  |                  |                  |                  |                  |                  |                  |                  |                  |                  |                  |                  |                  |